# Fryshuset i Majorna
Fryshuset i Majorna är ett före detta fryshus, numera kontors- och industribyggnad, vid Göteborgs fiskhamn i stadsdelen Majornas 2:a rote i Göteborg, uppfört åren 1917–1919, tillbyggt 1938–1945 och ombyggt åren 2001–2003. Byggnaden ingår i Göteborgs kommuns bevarandeprogram.

## Historia
Det första fryshuset uppfördes år 1917–1919 för AB Svenska Fryserierna, vilket grundats år 1917. Frysanläggningen utfördes enligt ett danskt patent och ritningarna gjordes av den danske arkitekten Th. Gjerstrup. Fryshuset var vid uppförandet Europas största frysanläggning och den första i världen som använde "Den Ottesenska vätskefrysningsmetoden".
Från och med år 1938 genomfördes många om- och tillbyggnader och fryshuset blev en funktionalistisk storanläggning. Arkitekten Gunnar Hoving ritade den första tillbyggnaden, som uppfördes mellan fryshuset och den intilliggande konservfabriken vid Fiskhamnsgatan. År 1939 inleddes projektering av ytterligare ett kylrum, vilket ritades av Skånska Cementgjuteriet. Samma år genomfördes ändringar av Hovings tillbyggnad, bland annat genom en överbyggnad. Arkitekt var Algot Werner. Likaså utökades Skånska Cementgjuteriets tillbyggnad.
Ytterligare om- och påbyggnad skedde fram till 1941. År 1942 byggdes Hovings byggnad på till sex våningar med markerade trapphus och tornöverbyggnad, så som det kan ses idag. Ritningarna utfördes av Rudolf Hall på Skånska Cementgjuteriet. En genomgripande förändring av den ursprungliga gamla fryshusanläggningen genomfördes efter ritningar av Åke Wahlberg för Skånska Cementgjuteriet under åren 1943–1945. En liten butikslokal i sydöstra hörnet, samt portvaktsstuga och mur vid Skärgårdsgatan, byggdes år 1947.
Det är oklart när frysverksamheten upphörde, men det fanns i mitten av 1980-talet planer på att riva Fryshuset och ersätta det med moderna kontorsbyggnader. Rivningsansökan beviljades dock inte och istället skedde en ombyggnad.
Fryshuset byggdes under åren 2001–2003 om enligt ritningar av Anders Andersson och Armand Björkman vid White arkitekter. Ombyggnaden innebar att de två övre våningarna, som inrymt lager och frysrum, revs och ersattes med kontor i tre våningar. Byggnaden innehåller numera lokaler för industri, kontor och lager, samt några lägenheter mot Fiskhamnsgatan. Ombyggnaden belönades med Per och Alma Olssons fonds pris år 2003.

## Byggnaden
Fryshuset är en putsad stenbyggnad i en till sex våningar med påbyggnad i tre våningar och komponerad av skarpskurna rätblock. Arkitekturen präglas av funktionalism och nymodernism. Den ursprungliga funktionalistiska industrianläggningen har byggts om för nytt ändamål. Den tidigare funkisbyggnaden är utförd i grönfärgad puts, medan påbyggnaden har moderna mattsvarta fasadskivor. I delar av fasaden finns bevarade detaljer i röd kalksten.
I den låga envåningsbyggnaden mot Skärgårdsgatan finns resterna av den ursprungliga frysanläggningen från 1919, där klassicistiska drag kan anas. Portstugan i gult tegel och muren, som är klädd med skifferplattor och granitdetaljer, uppfördes på 1940-talet. Portstugan är försedd med ett granitlejon.

## Galleri

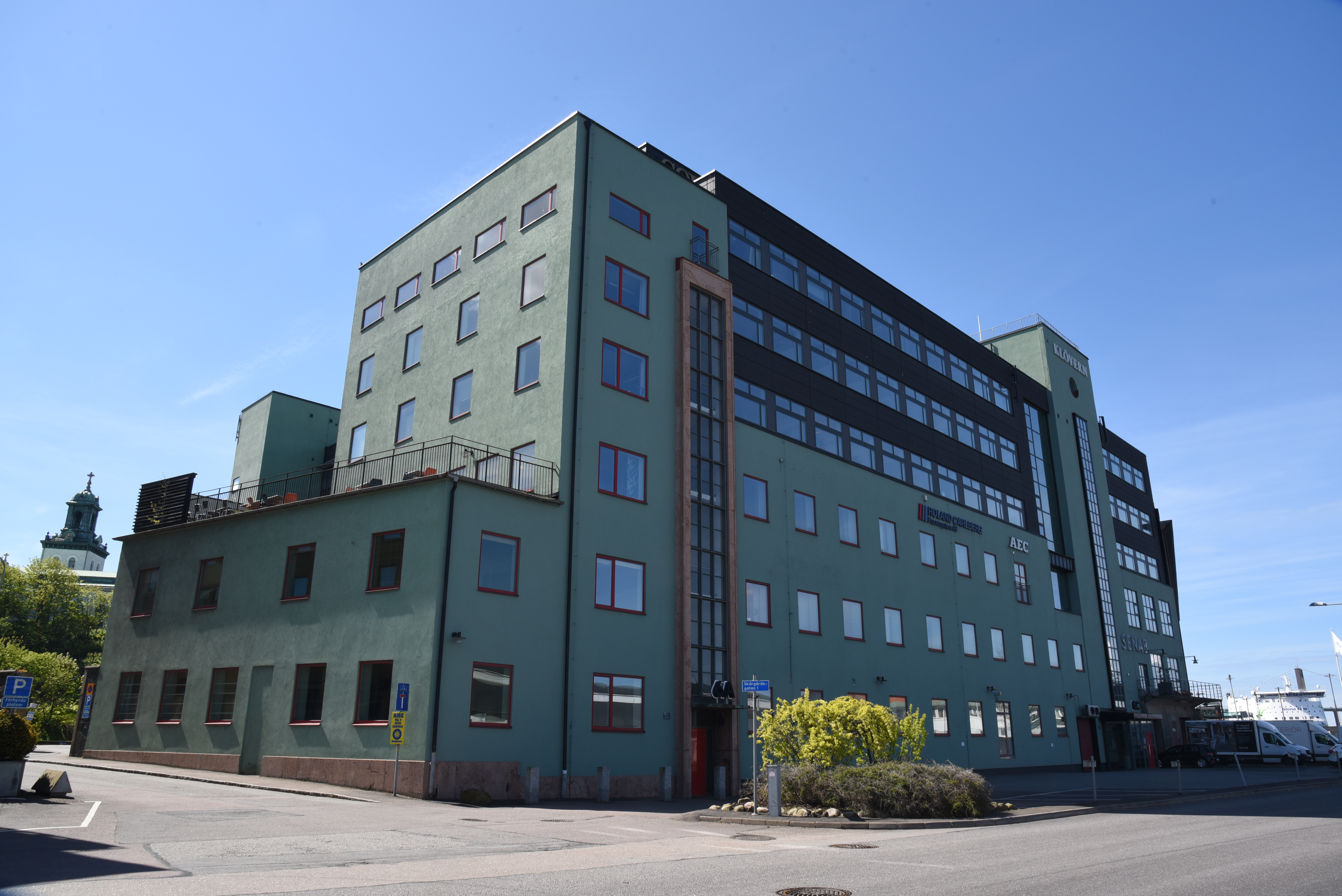
Fryshuset sett från Fiskhamnsgatan.
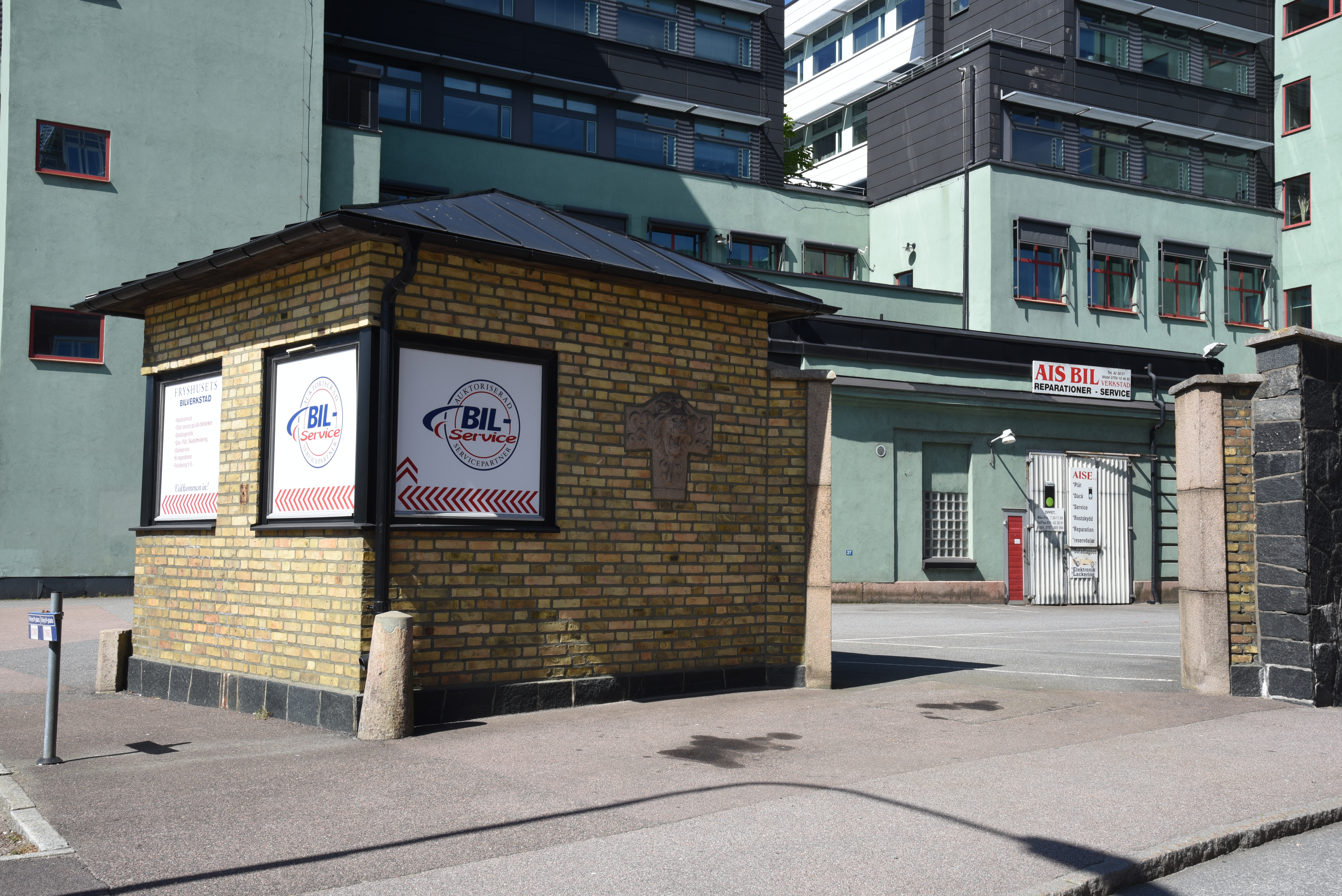
Porthuset uppfört på 1940-talet.
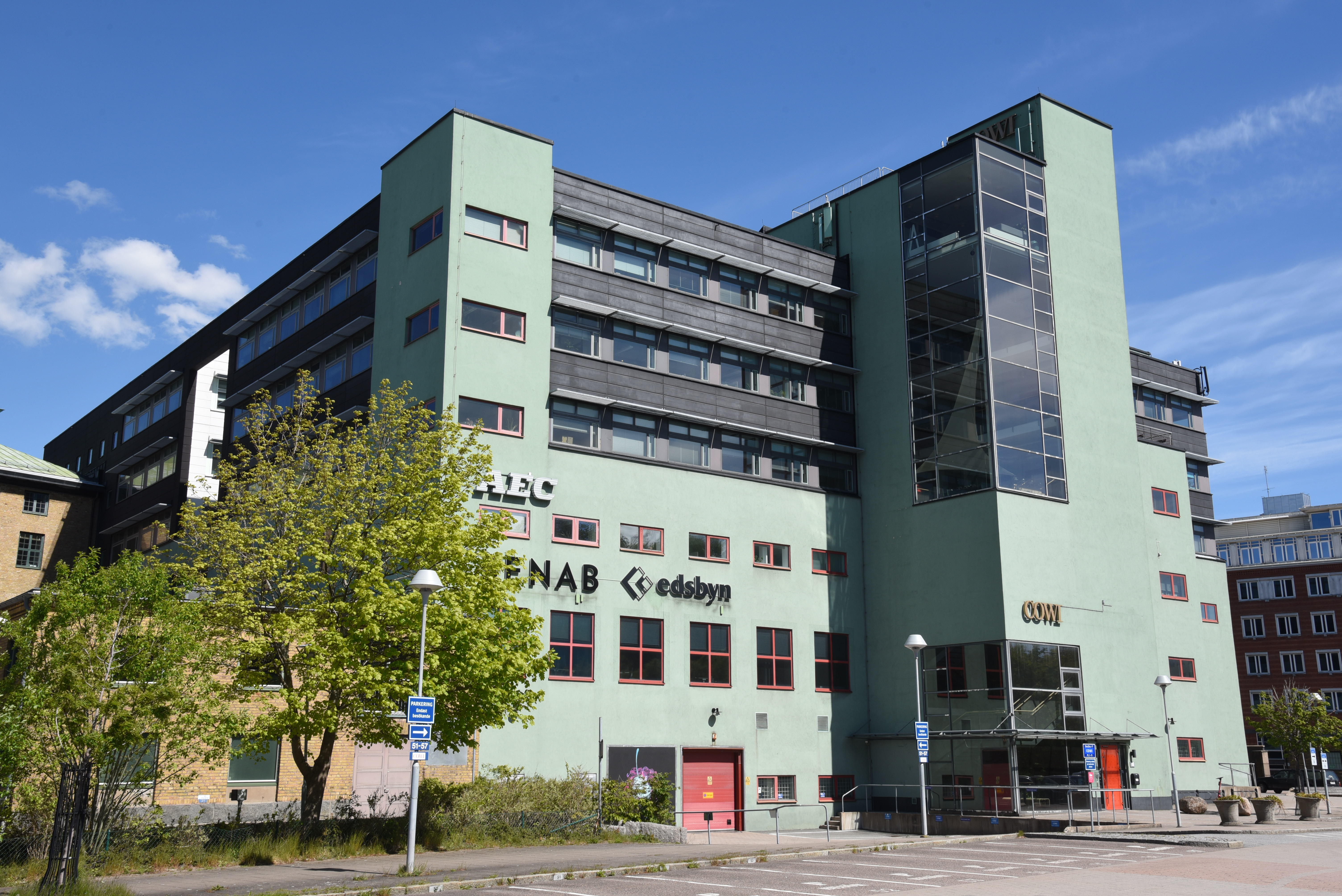
Fryshuset sett från söder.